# 张光斗
张光斗（1912年5月1日—2013年6月21日），男，江苏常熟人，中国水利水电专家，中国科学院院士、中国工程院院士。

## 生平

### 學習與工作經歷
张光斗是江苏省常熟县塘桥镇（今属苏州市张家港市）人。早年曾就读于南洋公学附属小学（现南洋模范中学），后考入交通大学土木工程学院，并于1934年毕业。次年赴美国留学，1936年获伯克利加州大学水利工程硕士学位。1937年又获哈佛大学硕士学位。抗日战争期间回国，曾在国民政府资源委员会龙溪河水力发电工程处、襄渡河水力发电工程处任职。1943年前往美国田纳西河流域局和垦务局学习考察。1945年回国后任职于全国水力发电工程总处，历任设计组主任工程师、副总工程师、总工程师等职。

### 中国水工结构和水电工程学科泰斗
中华人民共和国成立后，张光斗一直在清华大学任教。1952年出任水利工程系副主任。1955年当选中国科学院技术科学部学部委员（院士），并任中科院水工研究室主任。同年加入九三学社，1956年又加入中国共产党。1958年出任水利电力部水利水电勘测设计院院长、总工程师，50年代以来，张光斗先后参与了官厅、三门峡、荆江分洪、丹江口、葛洲坝、二滩、小浪底、三峡等数十座大中型水利水电工程的技术咨询。王光纶清华大学本科毕业後，从1963年就一直跟随张光斗做其学术秘书（曾因衝擊中断），據他50年的相處回憶，老師是個爱国、无私奉献、求真敬业的人，而且坐而言不如起而行。唐山大地震時，身处十年逆境、在黄河小浪底接受劳动改造的张光斗半夜被叫醒，他须火速赶回北京救急。動亂結束後，他認為因为水科院在文革时期被打倒，损失很大，恢复重建很不容易；同时水利水电研究有很多共同的领域，他主張合併為水利水电科研院，1978年起開始主持收拾善後工作，又历任清华大学水利工程系系主任、副校长等职，期间还曾任中国科学院、水利电力部北京水利水电科学研究院院长。1992年他和王大珩、张维、师昌绪、侯祥麟、罗沛霖等6名中国科学院院士联名上书，促成了中国工程院的成立。2002年之前，作为国务院三峡枢纽工程质量检查专家组副组长，他一连几年每年都要去几趟三峡工程现场。

## 社会兼职
曾任中国水利学会副理事长，中国科学院主席团成员、技术科学部副主任，国务院学位委员会副主任，全国人大代表，全国政协常委，北京市政协副主席等职。

## 奖项和荣誉
曾获得哈兹国际奖（Haas International Award，1981年）、何梁何利科技进步奖（1996年）、中国水利学会功勋奖（2001年）、光华工程科技奖成就奖（2002年）等荣誉。
1981年当选墨西哥国家工程科学院外籍院士。1994年当选中国工程院院士。

## 学术贡献
张光斗于1930至1940年代曾负责设计过桃花溪、下清渊硐、仙女硐、鲸鱼口等水电站。1950年代他主持设计了密云水库。此后，他还曾为葛洲坝、丹江口、二滩、三门峡等众多水利工程的建设提供了技术咨询。
1990年代起，他作为《长江三峡水利枢纽初步设计报告》审查中心专家组副组长、国务院三峡工程建设委员会工程质量检查专家组副组长参与了三峡工程的建设。
不过，他也因为对三峡工程的支持而受到争议，特别是他与另一位清华大学水利专家黄万里之间的论争广受关注。黄万里认为张光斗因为支持三峡而意图隐瞒三峡防洪库容的计算错误。此外，他还认为张光斗早年支持建设三门峡水利枢纽，后来该工程被证明失败，张光斗却改口说他当年是三门峡工程的反对者。